# لينوة
اللينوة (الاسم العلمي: Lennoa) هي جنس من النباتات يتبع الفصيلة الحمحمية من طبقة النجمياوايات.

## أنواع اللينوة
- لينوة رملية
- لينوة مسامية